# Гончарово (Кардымовский район)
Гончарово — деревня в Кардымовском районе Смоленской области России. Входит в состав Первомайского сельского поселения. Население — 2 жителя (2007 год). 
Расположена в центральной части области в 9 км к юго-востоку от Кардымова, в 10 км южнее автодороги Р134 «Старая Смоленская дорога» Смоленск — Дорогобуж — Вязьма — Зубцов, на берегу реки Хмость. В 7 км северо-западнее деревни расположена железнодорожная станция Пересветово на линии Москва — Минск. 

## История
В годы Великой Отечественной войны деревня была оккупирована гитлеровскими войсками в августе 1941 года, освобождена в сентябре 1943 года.

## Известные уроженцы
- Воробьёв, Иван Григорьевич (1920—1965) — Герой Советского Союза.